# Cutina

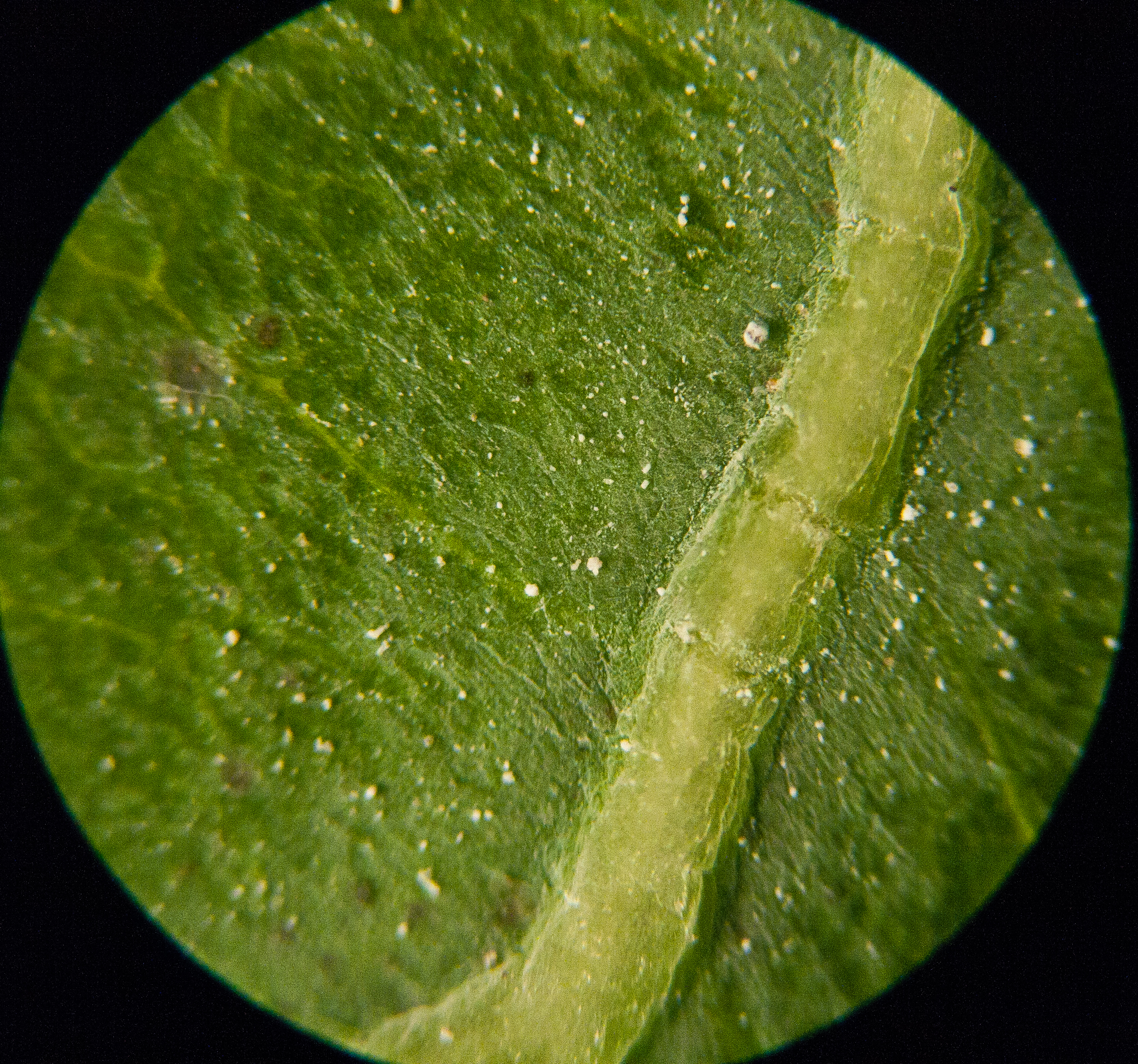
Brassica oleracea observada a partir de um microscópio.

A cutina é uma macromolécula, componente principal da cutícula das plantas terrestres. É um polímero formado por muitos ácidos gordos de cadeia longa, que estão unidos uns aos outros por ligações éster, criando uma rede rígida tridimensional. 
A cutina é formada por ácidos gordos 16:0 e 18:1 (isto é, de 16 carbonos sem ligações duplas, e de 18 carbonos uma dupla ligação cis). A cadeia pode ter grupos hidroxilo ou epóxido, interiormente ou no extremo oposto ao grupo carboxilo. 
A cutina é formada e segregada pelas células da epiderme.

## Função
Está localizada na parede secundária de células vegetais, proporcionando impermeabilidade à água e a gases,  controlando a transpiração. É muitas vezes encontrada em associação com ceras (lípidos de cadeia longa), cobrindo os tecidos exteriores de muitos órgãos vegetais (exemplo: folhas e frutos ).